# Lee Hae-ri
Lee Hae-ri (hangul: 이해리), född 14 februari 1985 i Seoul, är en sydkoreansk sångerska.
Hon har varit medlem i den sydkoreanska duogruppen Davichi tillsammans med Kang Min-kyung sedan gruppen debuterade 2008. Haeri släppte sitt solo-debutalbum den 19 april 2017.

## Diskografi

### Album
| Albuminformation                     | Topplacering          |
| Albuminformation                     | Sydkorea (Gaon Chart) |
| ------------------------------------ | --------------------- |
| h (EP-skiva) - Släppt: 19 april 2017 | 16                    |

### Singlar
| År                    | Titel                                              | Topplacering          |
| År                    | Titel                                              | Sydkorea (Gaon Chart) |
| Solo                  | Solo                                               | Solo                  |
| --------------------- | -------------------------------------------------- | --------------------- |
| 2011                  | "Then I'll Live"                                   | —                     |
| 2017                  | "Pattern"                                          | 25                    |
| 2017                  | "Hate that I Miss You"                             | 28                    |
| Samarbete & medverkan |                                                    |                       |
| 2008                  | "Crazy Woman" (med Lee Jung-won & Kim Yeon-ji)     | —                     |
| 2012                  | "You're All Grown Up" (med SeeYa)                  | —                     |
| 2012                  | "Love Is All the Same" (av Yangpa)                 | —                     |
| 2012                  | "Poison" (av The SeeYa)                            | 28                    |
| 2012                  | "Sorrow" (av Wonder Boyz)                          | —                     |
| 2013                  | "If You Loved Me" (med Zia)                        | —                     |
| 2013                  | "The Road to School" (av Kim Jin-ho)               | —                     |
| 2014                  | "Feeling So Empty Without You" (med Shin Yong-jae) | —                     |
| 2015                  | "Heart" (av HIGHBROW)                              | —                     |
| 2016                  | "Lie" (av Mad Clown)                               | 10                    |

### Soundtrack
| År   | Titel                                          | Topplacering          | Serie           |
| År   | Titel                                          | Sydkorea (Gaon Chart) | Serie           |
| ---- | ---------------------------------------------- | --------------------- | --------------- |
| 2008 | "Crazy Woman" (med Lee Jung-min & Kim Yeon-ji) | —                     | East of Eden    |
| 2008 | "Red Bean"                                     | —                     | East of Eden    |
| 2011 | "Can You Hear Me?"                             | —                     | Tears of Heaven |
| 2011 | "The Person I Love"                            | —                     | Poseidon        |